# Алексеевский (Марий Эл)
Алексе́евский (мар. Топкайэҥер) — посёлок в Советском районе Республики Марий Эл России. Административный центр одноимённого сельского поселения. Численность населения — 1644 (2010) человек.

## Географическое положение
Находится в 6 км на запад по прямой от административного центра района — пгт Советский, на 32 км автодороги регионального значения Йошкар-Ола — Уржум.

## История
Возникновение посёлка связано с организацией в районе Алексеевской машинно-тракторной станции, созданной в 1949 году. В этом году начато возведение производственных объектов, строительство жилья и социально-культурных учреждений. В 1958 году МТС была реорганизована в районно-техническую станцию, а сельскохозяйственная техника продана колхозам. Особенно широко развернулось строительство в 1960-е годы.
В ноябре 1965 года на базе двух многоотраслевых колхозов «Искра» и «Дружба» был организован совхоз «Алексеевский». С самого начала была определена специализация на производстве свинины, развивались и другие отрасли.
Ко времени создания совхоза в посёлке было 99 дворов, проживало 365 человек, в том числе 135 русских, 220 мари и 10 человек других национальностей. В 1970 году в посёлке была открыта Алексеевская сельская библиотека. В 1981 году библиотеку перевели в новое благоустроенное здание Алексеевского дома культуры.
Были построены средняя школа (1975 год), детский сад, дом культуры, врачебная амбулатория, баня, более 400 квартир. В 1987 году был сдан дом ветеранов на 88 мест для работников госплемзавода, вышедших на заслуженный отдых.

## Население
| 2010 |
| ---- |
| 1644 |

## Культура и образование
- Алексеевская средняя общеобразовательная школа.
- Детский сад «Солнышко» общеразвивающего вида.
- Алексеевский Дом культуры.
- Алексеевская сельская библиотека.
- Класс дополнительного образования Детской школы искусств пгт. Советский.

## Здравоохранение
- Алексеевская врачебная амбулатория.
- Ветеринарный участок.

## Известные люди
Щеклеин Анатолий Фёдорович (1934—2010) — советский и российский деятель сельского хозяйства. Директор Государственного племенного завода «Алексеевский» Советского района Марийской АССР / Республики Марий Эл (1967—1996). Заслуженный работник сельского хозяйства РСФСР (1986). Кавалер ордена Ленина (1971). Делегат XXV съезда КПСС (1976).